# Decreto Prinetti

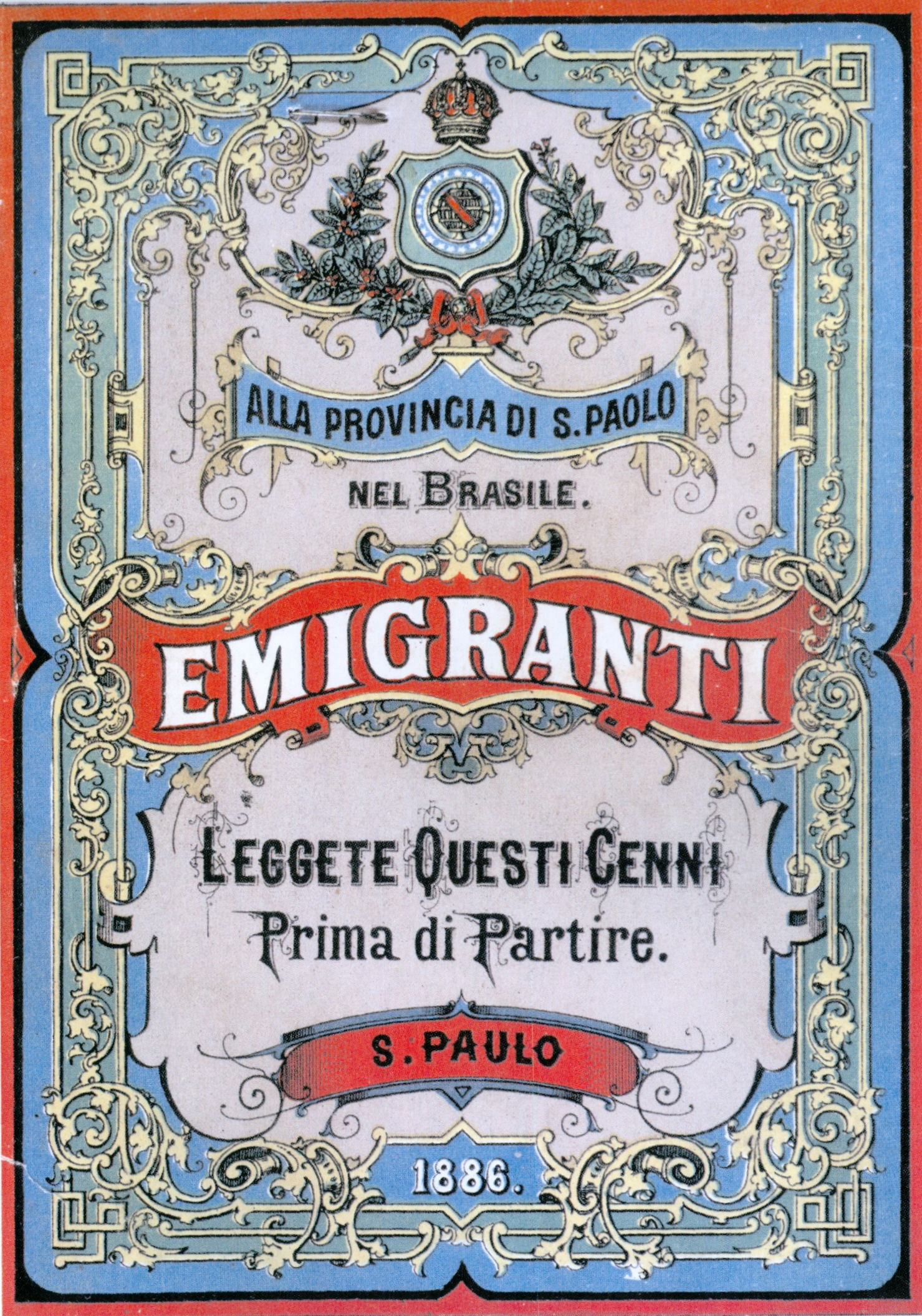
Decreto Prinetti - Ley Adolfo GordoSociedad de Socorro Mutuo

En 1902, en la historia de la inmigración italiana hacia Brasil, el decreto Prinetti prohibió la emigración subvencionada para  Brasil. Este decreto fue aprobado por el Comisariado General de la emigración en Italia, tal nombre se debe al jefe del Comisariado, Giulio Prinetti.